# Terminator (genetika)
U genetici, terminator, ili transkripcioni terminator je sekcija genetičke sekvence koja označava kraj gena ili operona na genomskoj DNK za transkripciju.
Kod prokariota, dve klase transkripcionih terminatora su poznate:
1. Intrinsični transkripcioni terminatori gde se struktura matične petlje formira u prirodnom transkriptu, koja prekida rad polimeraznog kompleksa.
2. Ro zavisni transkripcioni terminatori kojima je potreban Ro faktor, RNK helikazni proteinski kompleks, za prekid rada iRNK-DNK-RNK polimeraznog kompleksa.

Kod eukariota, terminatori se prepoznaju proteinskim faktorima, i terminaciji sledi poliadenilacija.

## Spoljašnje veze
- Terminator+Sequence на 